# Buizenpolder
De Buizenpolder is een polder ten zuiden van Breskens, behorende tot de Baarzandepolders.
De polder, die ongeveer 112 ha groot is, werd, na de inundatie van 1583, herdijkt in 1610. Ze wordt begrensd door de Platte Weg, de Koolweg en de Nieuwlandse Kreek. De hoeve Baarzande bevindt zich in de polder, die ook door de zuidelijke rondweg om Breskens wordt doorsneden.